# Ferdynand IV Habsburg
Ferdynand IV Habsburg (ur. 8 września 1633 w Wiedniu, zm. 9 lipca 1654 w Wiedniu) – król Czech w latach 1646–1654, król Węgier w latach 1647–1654 i król Rzymian w latach 1653–1654, najstarszy syn i koregent cesarza Ferdynanda III Habsburga.
Uczyniony współwładcą państwa Habsburgów za życia ojca. Koronowany na króla Czech w Pradze w 1646 roku. Rok później wyniesiony na tron Węgier w Preszburgu. 31 maja 1653 roku wybrany na króla Rzymian, a następnie koronowany 18 czerwca 1653 roku w Ratyzbonie.
Nie przeżył ojca, umierając na ospę i nigdy nie został jednowładcą i cesarzem. Pochowany jest w kościele kapucynów w Wiedniu.